# Han Yu
Han Yu (韓愈T, Hán YùP; Mengzhou, Jiaozuo; 768 – Chang'an, 25 dicembre 824) è stato uno scrittore e poeta cinese.

## Biografia
Oltre all'attività di letterato svolse brillantemente la professione di burocrate, durante la quale assunse in pochi anni la presidenza dell'Ufficio dei Riti.
Fu seguace del confucianesimo, tanto che grazie a lui si sviluppò il neoconfucianesimo.
Divenne celebre come autore soprattutto per lo stile e per il movimento letterario chiamato gu wen o prosa antica, fondato assieme al suo amico Liu Zongyuan,
indirizzato ad un ritorno all'antichità, in contrapposizione al buddhismo da un punto di vista letterario oltreché dottrinale.
Fu punito con l'esilio in seguito all'attacco che rivolse al buddhismo nell'819, per il quale rischiò addirittura la vita. In base ai suoi razionali princìpi confuciani, infatti, Han Yu intendeva estirpare il buddhismo ed il taoismo dalla Cina dell'epoca. Le convinzioni di Han Yu vennero accolte dalla corte che nell'843, quindi dopo la morte dello scrittore, proibì il culto buddhista.
Quattro delle sue poesie sono state inserite nell'antologia Trecento poesie Tang, stilata da Sun Zhu nel 1763.
L'importanza di Han Yu è attestata anche dall'influenza che ebbe sugli autori di prosa e di poesie sia contemporanei sia di epoche successive; inoltre grazie a lui vennero superati i modelli del parallelismo (pianwen), consentendo così una più grande libertà espressiva e formale.